# Мазовецко-Подляска низина
Мазовецко-Подляската низина (на полски: Nizina Mazowiecko-Podlaska) e обширна низина в Североизточна Полша, в басейна на средното течение на река Висла, крайна източна съставна част на Средноевропейската равнина. На север постепенно преминава в Мазурското поезерие, а на юг постепенно се повишава (максимална височина 227 m) към северните подножия на Малополското и Люблинското възвишения. На запад, по долината на долното течение на Висла се слива с Великополско-Куявската низина, а на югоизток – с обширните райони на Полесието в Беларус. Изградена е от ледникови и водно-ледникови наслаги с характерни дълги и тесни ридове и хълмове съставени от крайните (странични и челни) ледникови морени. Основните реки течащи през низината са Висла със своето средно течение и големите ѝ десни притоци Западен Буг и Нарев. Почти повсеместно Мазовецко-Подляската низина е земеделски усвоена, като на изток се отглеждат предимно ръж и картофи, а на запад – захарно цвекло. На север и изток големи участъци са заети от ливади и пасища и големи масиви от широколистни и иглолистни гори (Беловежка, Августовска, Курпьовска гора и др.). Цялата низина е гъсто заселена, като най-големите градове са столицата Варшава, Белосток и др.